# Отон (Римска империя)
Вижте пояснителната страница за други личности с името Отон.
Марк Салвий Отон (на латински: Marcus Salvius Otho) е римски император за три месеца от 15 януари до 16 април 69 г., в Годината на четиримата императори.
Отон принадлежи към старо етруско благородническо семейство от Ферентино, Етрурия. От младеж водел разпуснат и изнежен живот, а баща му го изгонил заради неговото лентяйство и прахосничество. Първоначално Отон изглежда като един от най-непредпазливите благородници от обкръжението на император Нерон. Близките му отношения с императора, основаващи се на общите им интереси, склонности и развлечения, са преустановени през 58 г. заради една жена – Попея, разделена от съпруга си, за да стане любовница на Нерон. Благоприличието изисквало Попея да бъде омъжена и Нерон, считайки че не би възникнал проблем, решава да я омъжи за приятеля си Отон. Той обаче се влюбва в Попея и когато императорът я извиква, Отон отказва да я изпрати при него. След множество молби и заплахи от страна на Нерон, бракът е анулиран, а Отон е изпратен далеч от Рим, като управител на Лузитания (дн. Португалия).
През следващите 10 години Отон остава в Лузитания и управлява с необикновена за времето си умереност. Когато през 68 г. съседът му Галба, легат и управител на Тараконска Испания, се разбунтува срещу Нерон, Отон се присъединява към него и го придружава в Рим. Възможно е това действие да се разглежда като предизвикано от възмущението му към Нерон, но решаваща роля имат преди всичко личните му амбиции. Престарелият Галба няма деца и Отон, поощряван от предсказанията на астролози, се надявал да го наследи като император. Но през януари 69 г. Галба му доказва, че тези негови надежди са били съвсем неоснователни, като осиновява сенатора Луций Калпурний Пизон съвсем случайно избран на едно заседание. В това време легионите в Германия, начело с Вителий, отказват да положат традиционната клетва за вярност към Галба и обявяват бунт.

## Преврат
Затънал в дългове, отчаян от финансовото си състояние и преследван от кредитори, единственият изход на Отон е да нанесе удар и да превземе властта. Той намира начин да плати на 23 преторианци. На свой ред всеки от тях привлича още конспиратори с обещания за големи награди. Така започва заговорът за преврат срещу Галба. На сутринта на 15 януари, само 5 дни след осиновяването на Пизон, Отон изказва своето уважение на императора, но бързо напуска двореца под претекст, че е извикан по неотложни дела на Палатинския хълм. Дотам той е посрещнат от преторианците и е обявен за император.
Придружен от внушителен брой поддръжници Отон се отправя към Форума и в подножието на Капитолия среща Галба, който, предупреден за плъзналите слухове за бунт, се отправя към насъбралото се множетво. Кохортата, разквартирувана на Палатин, придружаваща императора, незабавно изоставя Галба, който, заедно с осиновения му син Пизон и техни поддръжници, са жестоко убити от преторианците. След края на сблъсъка Отон се прибира победоносно в лагера и още същия ден е признат за император от Сената, който му гласува титлата „Август“, предава в ръцете му съдебната власт, както и му отдава и някои други почести. Отон дължи успеха си на таеното възмущение от страна на преторианците и войската, предизвикано от отказа на Галба да им изплати сумите, обещани им като отплата в случай, че го подкрепят в началото на краткото му управление.
Простолюдието и пролетариата на Рим отначало не приемат Отон, все още скърбят за Нерон. Първото нещо, което Отон прави по време на своето управление е да демонстрира, че си дава сметка за това положение. Отон приема, или си дава вид че приема, прякорът „Нерон“ с бурното одобрение на народа. Още от първото му излизане пред тълпата, той възприема позата на популист: откровено фамилиарничи, покланя се театрално и отправя въздушни целувки към тях, както е правел техният любимец Нерон. Отново из града са поставени статуи на Нерон, слугите и освободените му роби са извикани отново в двореца, Отон известява народа за намерението си да довърши Domus Aurea. В същото време той иска да е в добри отношения и с висшите прослойки, а страховете на най-уважаваните граждани са разсеяни, както от обещанията на Отон да управлява справедиво, така и от няколко показно благородни жеста – например снизходителното му и милостиво отношение към един бивш консул, верен последовател на Галба.

## Гражданска война
Но всеки следващ успех на Отон е подложен на изпитание от новината, която достига Рим скоро след възкачването му на трона, а именно, че войската в Германия е признала Вителий за свой император, който вече напредва към Италия. След напразните опити на Отон за помирение с Вителий, дори с цената на поделянето на империята, Отон се приготвя за война като демонстрира неочаквана решителност. Той може да очаква твърде малко помощ от отдалечените провинции, но се радва на подкрепата на легионите в Далмация, Панония и Мизия, на преторианците, както и на флотата.
Флотата получава задачата да защитава Лигурия и на 14 март Отон, уплашен от предсказания и знамения, заминава за Северна Италия и застава начело на войските, с надеждата да препречи нахлуването на войските на Вителий. Но това е един закъснял ход и единственото, което му остава да направи, е да изпрати войските си по линията на река По. Авангардите на Отон защитават успешно Пиаченца срещу генерал Алиен Цецина и го принуждават да се оттегли от Кремона. Пристигането на Фабий Валент нарушава равновесието.
По това време военачалниците на Вителий решават да започнат решителната битка. Тяхната задача е улеснена от несигурността и разделението, царящи в лагера на Отон. Офицерите на Отон настояват, че такава важна битка трябва да се избегне поне до пристигането на легионите от Далмация. Но прибързаността на Тициан, брат на императора и на един от преторианците, прибавени към нетърпението на императора, надделяват и е взето незабавно решение за започване на битката. Когато е взето това решение, войската на Отон вече е прекосила По и се е установила в Бедриакум, малко селце, разположено на Виа Постумия – пътя, по което трябва да минат легионите от Далмация.

### Битката при Бедриакум (14 април69г.)
Оставяйки един силен отряд в Бедриак, войските на Отон напредват по Виа Постумия, по посока Кремона. Съвсем близо до града срещат легиони на Вителий. Войските на Отон, поставени в неизгодна позиция, се бият отчаяно, но накрая са принудени да се оттеглят и да се върнат обратно в Бедриак. Там, на следващия ден, ги последва Вителий и прекъсва военните действия с обезкуражения противник, за да бъде приет в лагера като приятел.

### Самоубийство
Отон все още е начело на много силна войска: легионите от Далмация току-що са пристигнали в Аквилея, а духът на войниците и на техните офицери е запазен. Но той решава да преустанови опитите си да запази властта, струващи толкова много човешки жертви. В един тържествен разговор се сбогува с най-близките от обкръжението си и, оттегляйки се за почивка, заспива дълбоко за няколко часа. На сутринта се пробожда в сърцето със сабя, скрита от самия него под възглавницата, и умира. Погребението му е чествано незабавно, а голяма част от войниците му, скърбящи и отчаяни, са вдъхновени да последват примера му: много от тях се самоубиват или правят двубои до смърт един с друг. В Брешело е издигната в негова чест скромна гробница, с обикновения надпис: „Diis Manibus Marci Othonis“.
Според летописите, неочакваната смелост, която проявил Отон съвсем не подхождала на вида му – бил нисък, кривокрак и женствен, а външността си поддържал изключително суетно – не само старателно се обезкосмявал, но и носел перука, за да прикрие плешивостта си.

## Други
- В Успоредни животописи Плутарх описва живота на Галба и Отон наред с тези на Арат от Сикион и Артаксеркс II.